# Xenaro Carrero
Jenaro Carrero Fernández, nacido en Noya en 1874 y fallecido en Santiago de Compostela en 1902, fue un pintor español, perteneciente a la llamada Xeración Doente (Generación Doliente).

## Biografía
Muy joven se trasladó a Madrid, donde fue discípulo de Joaquín Sorolla. Retratista excelente, para él posaron Eugenio Montero Ríos o Emilia Pardo Bazán. Trabajó de restaurador en el Museo del Prado.
Falleció de tuberculosis a los veintiocho años. Es comparado con Claude Monet y Camille Pissarro.

## Galería de imágenes
|                                                     |
| Carros no porto de Noia, 1895. Colección Caixanova. |

|                                             |
| Paisaxe de Noia, 1894. Colección Caixanova. |

|                                                  |
| Cabeza de vello. Museo de Belas Artes da Coruña. |

|                                                           |
| Filla do pintor bordando. Museo de Belas Artes da Coruña. |